# 303 (tal)
303 är det naturliga talet som följer 302 och som följs av 304.

## Inom vetenskapen
- 303 Josephina, en asteroid.

## Inom matematiken
- 303 är ett udda tal
- 303 är ett sammansatt tal
- 303 är ett defekt tal
- 303 är ett lyckotal
- 303 är ett palindromtal